# 阿以旺
阿以旺（Ayiwang）是新疆和田地区的一种传统民居类型。其建筑特征为外部无窗或少窗、中心设庭院并在庭院顶部设置高出周围房间的屋顶，在庭院屋顶下设置侧窗采光，各种功能房间环绕这一庭院而布局。阿以旺一般为木骨架和篱笆夯土墙体建造，并设平屋顶。阿以旺又往往与廊架、棚架、果园等空间结合，形成在南疆干旱多风沙气候条件下生活、生产一体的人居环境。